# Périodes perses dans l'Égypte antique
 (novembre 2024).
Si vous disposez d'ouvrages ou d'articles de référence ou si vous connaissez des sites web de qualité traitant du thème abordé ici, merci de compléter l'article en donnant les références utiles à sa vérifiabilité et en les liant à la section « Notes et références ».

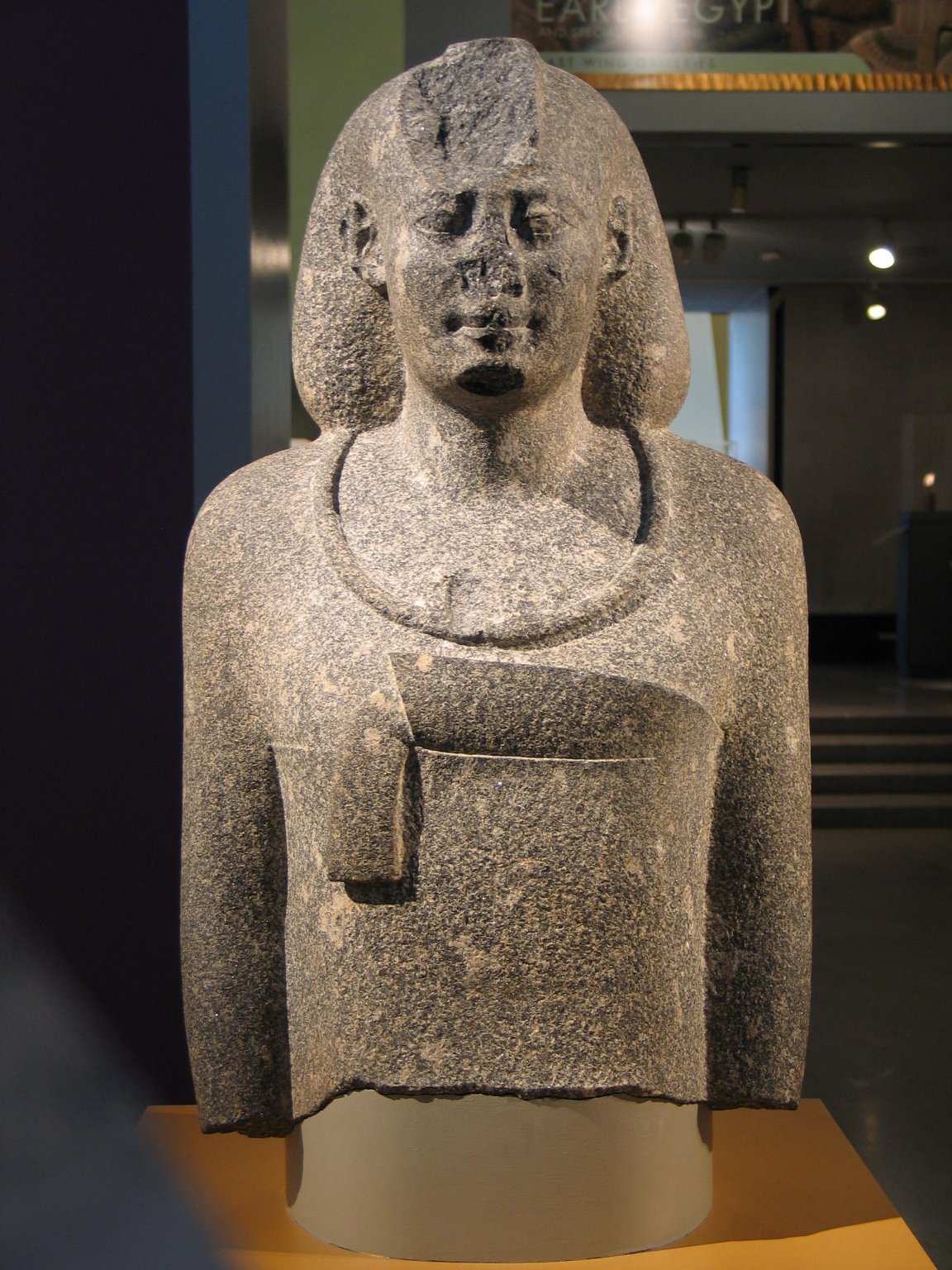
Homme égyptien portant un costume perse, vers 343-332 av. J.-C.

Les deux périodes perses dans l'Égypte antique sont la XXVIIe dynastie, durant plus de cent-vingt ans entre 525 et 404 av. J.-C., avant la dynastie des derniers pharaons égyptiens, et l'autre, la XXXIe dynastie, qui dure neuf années de 341 à 332 av. J.-C.

## Histoire
Après la chute de la Lydie puis de Babylone, alliés du pharaon Amasis (dynastie dite saïte), la Perse envahi l'Égypte. La bataille décisive a lieu à Péluse en 525 av. J.-C., au débouché de la branche orientale du delta du Nil. Réfugié à Memphis, Psammétique III, successeur éphémère d'Amasis, ne peut empêcher la prise de la ville et se donne la mort. L'Égypte forme avec la Libye la sixième satrapie perse.
Les différents pharaons perses tiennent cette satrapie d'une main ferme mais réforment l'économie égyptienne, avec notamment l'introduction de la monnaie, et réalisent d'importantes constructions, comme celle du temple d'Hibis à Al-Kharga (synthèse des dieux et déesses), qui fut un hommage aux divinités égyptiennes. Le « pharaon perse » Darius Ier contribue à la remise en état de la voie d'eau de Nékao II appelée canal des pharaons (un précurseur du canal de Suez). Darius a commémoré sa réalisation par diverses stèles de granite disposées sur les rives du Nil, dont celle de Kabret, à deux-cents kilomètres de Pie, retrouvée par Ferdinand de Lesseps plus de deux mille ans plus tard, lors du percement du canal de Suez. 
La domination perse sur l'Égypte s'achève avec la victoire d'Alexandre le Grand, ce qui inaugure la période macédonienne de l'Égypte antique.
Bien que se situant dans l'Antiquité tardive, alors que l'Égypte était devenue romaine et chrétienne, il faut aussi mentionner la troisième période perse sassanide de l'histoire de l'Égypte, entre 621 et 641, qui prend fin avec la conquête musulmane de l'Égypte.

## Rois des deux dynasties perses
XXVIIe dynastie :
- Cambyse II (525 à 522 av. J.-C.)
- Smerdis (522 av. J.-C.)
- Darius Ier (522 à 486 av. J.-C.)
- Xerxès Ier (486 à 465 av. J.-C.)
- Artaxerxès Ier (465 à 424 av. J.-C.)
- Xerxès II (424 av. J.-C.)
- Sogdianos (424 av. J.-C.)
- Darius II (424 à 404 av. J.-C.)
- Artaxerxès II (404 av. J.-C.)

XXXIe dynastie :
- Artaxerxès III Ochos (341 à 338 av. J.-C.)
- Arsès (338 à 336 av. J.-C.)
- Darius III (336 à 332 av. J.-C.)